# Nathan Ngoy
Nathan Ngoy (10 juni 2003) is een Belgisch voetballer van Congolese afkomst. Hij speelt op de positie van centrale verdediger en stroomde in 2021 door vanuit de jeugd naar het eerste elftal van Standard Luik.

## Carrière
Ngoy ruilde de jeugdopleiding van RSC Anderlecht in 2019 voor die van Standard Luik. Als gevolg van de blessures van Zinho Vanheusden en Merveille Bope Bokadi liet trainer Mbaye Leye hem in april 2021 meetrainen met het eerste elftal. Een maand later, op 22 mei 2021 maakte hij zijn officiële debuut in het eerste elftal van de club: op de slotspeeldag van de Europe play-offs kreeg hij tegen KV Oostende een basisplaats van Leye.
Het seizoen 2021/22 mocht hij aanvatten met de A-kern. Nog voor het seizoen begon ondertekende hij een contractverlenging tot 2024 bij Standard. In zijn eerste volledige seizoen in de eerste ploeg speelde hij twaalf officiële wedstrijden: naast elf competitiewedstrijden (waarvan zes als basisspeler) ook een bekerwedstrijd tegen KAA Gent (3-1-verlies).
Op 9 september 2022 moest Ngoy in de competitiewedstrijd tegen STVV (1-2-winst) nog voor de rust geblesseerd naar de kant. Als gevolg van een kuit- en hamstringblessure moest de verdediger bijgevolg maandenlang aan de kant blijven. In maart 2023 kreeg hij wel een tweejarige contractverlenging van Standard.

## Clubstatistieken
| Seizoen         | Club            | Land            | Competitie      | Competitie | Competitie | Beker | Beker | Supercup | Supercup | Europees | Europees | Totaal | Totaal |
| Seizoen         | Club            | Land            | Competitie      | Wed.       | Dlp.       | Wed.  | Dlp.  | Wed.     | Dlp.     | Wed.     | Dlp.     | Wed.   | Dlp.   |
| --------------- | --------------- | --------------- | --------------- | ---------- | ---------- | ----- | ----- | -------- | -------- | -------- | -------- | ------ | ------ |
| 2020/21         | Standard Luik   | Vlag van België | Eerste klasse A | 1          | 0          | 0     | 0     | —        | —        | 0        | 0        | 1      | 0      |
| 2021/22         | Standard Luik   | Vlag van België | Eerste klasse A | 11         | 0          | 1     | 0     | —        | —        | —        | —        | 12     | 0      |
| 2022/23         | Standard Luik   | Vlag van België | Eerste klasse A | 7          | 0          | 0     | 0     | —        | —        | —        | —        | 7      | 0      |
| 2022/23         | SL 16 FC        | Vlag van België | Eerste klasse B | 1          | 0          | —     | —     | —        | —        | —        | —        | 1      | 0      |
| 2023/24         | Standard Luik   | Vlag van België | Eerste klasse A | 10         | 1          | 1     | 0     | —        | —        | —        | —        | 11     | 1      |
| Carrière totaal | Carrière totaal | Carrière totaal | Carrière totaal | 30         | 1          | 2     | 0     | 0        | 0        | 0        | 0        | 32     | 1      |

Bijgewerkt op 5 november 2023.